# Кампери (Тренто)
Кампери је насеље у Италији у округу Тренто, региону Трентино-Јужни Тирол.
Према процени из 2011. у насељу је живело 19 становника. Насеље се налази на надморској висини од 816 м.